# Товариство природоохоронної біології
Товариство природоохоронної біології (SCB) є неприбутковою міжнародною професійною організацією, яка присвячена збереженню біорізноманіття. Вона налічує понад 4,000 членів по всьому світу, включаючи студентів та осіб, які працюють у неакадемічних секторах. В усьому світі налічується 35 розділів.
Товариство було засноване в 1985 році та почало видавати рецензований журнал Conservation Biology у 1987 році, який публікується видавництвом Blackwell Scientific. З 2007 року до нього додався журнал швидкого публікування Conservation Letters.

## Історія
Походження товариства випливає з появи цієї галузі як окремого предмета в 1970-х роках. Фраза біологія збереження виникла з конференції екологів та біологів популяцій в Університеті Мічигану, яка опублікувала книгу «Біологія збереження» Еволюційно-екологічна перспектива була високо оцінена на міжнародному рівні, в кінцевому підсумку продавши десятки тисяч копій, включаючи російський переклад. Michael E. Soulé був її співзасновником та першим президентом.
До середини 1980-х років існував достатній інтерес та участь для створення формального товариства та видання рецензованого журналу, Conservation Biology, який почав видаватися у травні 1987 року видавництвом Blackwell Scientific Publishers. У 2000 році товариство запустило журнал Conservation, який був призначений для доповнення Conservation Biology шляхом надання доступу до сучасних інструментів, технік та кейс-стадій з біології збереження практикам, політикам та іншим. У 2014 році журнал Conservation був перейменований на Anthropocene і тепер публікується University of Washington. У 2007 році SCB розпочало своє друге видання, Conservation Letters, онлайн-журнал швидкого публікування, який охоплює передові, актуальні для політики дослідження з біології збереження з природничих та соціальних наук.

## Міжнародний конгрес з біології збереження
Починаючи з 1998 року, SCB проводить Міжнародний конгрес з біології збереження. Цей конгрес розроблений як форум для вирішення викликів збереження у всьому світі. Конгрес проводився щорічно до 2011 року, коли його було змінено на дворічний графік, щоб зменшити вуглецевий вплив подорожей на глобальні конгреси. Місце проведення конгресу ротується по всьому світу через усі секції.

## Секції
У 2000 році Рада керівників SCB схвалила створення семи регіональних секцій, які були сформовані протягом наступних двох років. Сім секцій: Африка, Азія, Європа, Латинська Америка та Кариби, Північна Америка, Морська та Океанія. Ці секції були створені для допомоги у впровадженні місії та цілей товариства на регіональному рівні. Кожна секція проводить свій власний конгрес, часто в чергові роки з міжнародним конгресом. Кожна секція також має свою власну міжнародну Раду директорів.

### Секція Африки
Секція SCB Африки присвячена просуванню дисципліни біології збереження в Африці та допомозі африканським науковцям з біології збереження знаходити тривалі рішення для проблем збереження в Африці. Вона була створена на зустрічі в Найробі, Кенія, у 2001 році, де науковці з біології збереження та практики зустрілися, щоб обговорити питання збереження в Африці. Секція SCB Африки має кілька груп та комітетів, включаючи Комітет соціальних наук та гендеру, Комітет збереження, політики, освіти та науки, Групу молодих жінок-біологів збереження та Програму комунікацій та наставництва. SCB Африка організувала Африканський конгрес з біології збереження з 2007 року. Цей конгрес збирає разом професіоналів зі збереження, щоб сприяти та відображати біологію збереження в Африці.

### Секція Азії
Секція SCB Азії прагне зібрати разом експертів з усього світу, щоб вирішувати питання науки про біорізноманіття та політики в Азії. Вона була створена на щорічній зустрічі SCB у Duluth, Minnesota, у 2003 році. SCB Азія організувала зустріч секції SCB Азії з 2015 року, щоб зібрати разом професіоналів зі збереження в Азії та сприяти збереженню біорізноманіття по всій Азії.

### Секція Європи

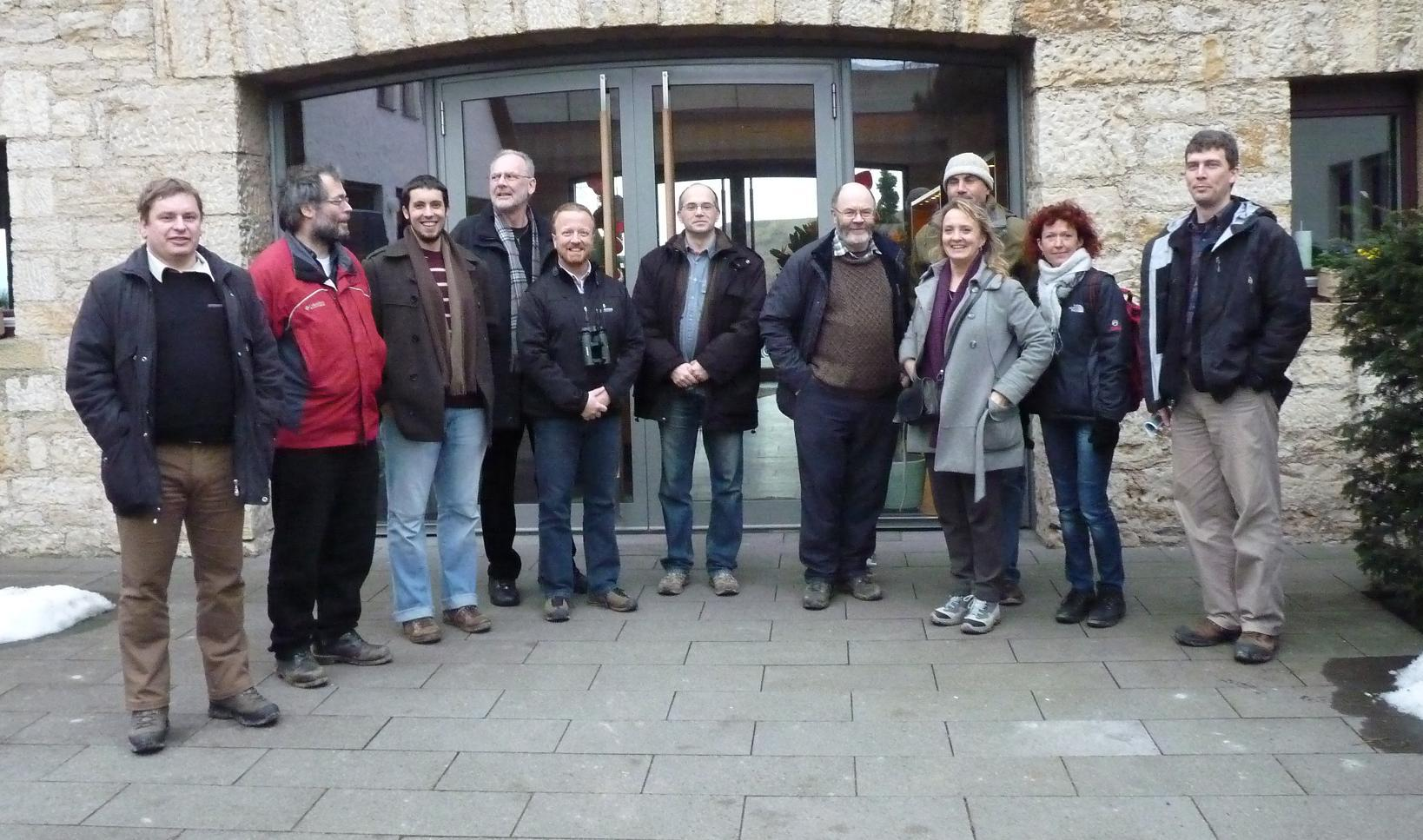
Зустріч секції у Фрайбурзі, 2010

Секція SCB Європи присвячена просуванню біології збереження та її застосуванню для збереження біорізноманіття в Європі та ЄС. Вона була створена на щорічній зустрічі SCB у Canterbury 2002. Секція SCB Європи має комітети, орієнтовані на завдання, включаючи Політику, Освіту, Комунікацію та Членство. SCB Європа організувала Європейський конгрес з біології збереження з 2006 року, з 2022 року він організовується в Чеський університет природничих наук Прага. Це сприяє обміну науковими знаннями з біології збереження та практикою природоохоронної політики з метою сприяння захисту біологічного різноманіття в Європі.

### Секція Латинської Америки та Карибського басейну
Секція SCB Латинської Америки та Карибського басейну, раніше називалася Австралійською та неотропічною американською секцією, була сформована у 2003 році, щоб об'єднати зусилля зі збереження в Центральній та Південній Америці. Секція SCB Латинської Америки та Карибського басейну організує Конгрес з біології збереження Латинської Америки та Карибського басейну, який має на меті з'єднати зусилля зі збереження між Карибським басейном та Латинською Америкою.

### Морська секція
Морська секція SCB, сформована у 2001 році, присвячена просуванню науки та практики збереження біологічного різноманіття Землі у морському середовищі. Вона не має конкретного регіонального фокусу, але зосереджується на подальшому розвитку всієї морської науки про збереження, публічної політики та досліджень, оскільки вважає морські питання глобальними. Вона має кілька комітетів, включаючи Комітет морської політики, Комітет різноманіття та Комітет морської освіти. Морська секція SCB організувала Міжнародний конгрес з морської охорони з 2011 року, щоб зібрати разом морських науковців та професіоналів з морської охорони для подальшого розвитку морської науки про збереження та політики.

### Секція Північної Америки
Секція SCB Північної Америки представляє континент Північної Америки на північ від Мексики (Мексика є частиною Секці